# Kış Güneşi
Kış Güneşi es una serie de televisión turca de 2016, producida por Endemol Shine Turkey para Show TV, basada en el drama coreano titulado Resurrection.

## Trama
Efe es un niño que es testigo de la muerte de su padre a manos de un asesino a sueldo. El niño va a correr el mismo destino que su padre, pero el asesino no puede cumplir la orden y lo entrega a una familia humilde para ser criado. Veinte años después, Efe se ha convertido en un pescador que no recuerda nada de su pasado. Por otro lado, su hermano gemelo está al mando de la compañía de su padre y está casado con Nisan, el amor de infancia de Efe. Cuando una nueva tragedia se desencadene, Efe tendrá que adoptar la identidad de su hermano Mete para hacer justicia con quienes destruyeron a su familia.

## Reparto
- Şükrü Özyıldız como Efe/Mete Demircan.
- Aslı Enver como Nisan Sayer.
- Şenay Gürler como Leyla.
- Mahir Günşiray como Mazhar.
- Başak Parlak como Seda Akar.
- Hakan Boyav como Kadim Toprak.
- Çağdaş Onur Öztürk como Bora Bilgin (12-).
- Hakan Gerçek como Yakup Sayer.
- Berrak Kuş como Sumru Sayer.
- Mehmet Esen como İsmail Karataş.
- Gamze Süner Atay como Fatma Karataş.
- Emre Bulut como Burak.
- Buse Varol como Nadide.
- Okan Selvi como Reşat.
- Burak Çimen como Arif.
- Nimet İyigün como Yüksel.
- Merve Han como Duygu.
- Kubilay Çamlıdağ como Mahmut.
- Zeynep Kaçar como Farise.
- Cengiz Okuyucu como Kadir.
- Nesrin Cavadzade como Efruz.